# بريغيه 26 تي
بريغيه 26 تي (بالإنجليزية: Breguet 26T)‏ هي طائرة ركاب، ذات سطحين وبمحرك واحد. أنتجت في فرنسا. من صناعة بريغيه للطيران. كان أول طيران لها في 1926.